# Jean N'Guessan
Jean N'Guessan est un footballeur ivoirien né le 17 avril 2003. Il évolue au poste de milieu de terrain à Al Wasl FC.

## Biographie
Après avoir été formé au RC Abidjan, il s'engage à l'OGC Nice en 2021. Il est d'abord prêté au FC Lausanne puis au Nîmes Olympique.